# Morte di papa Francesco

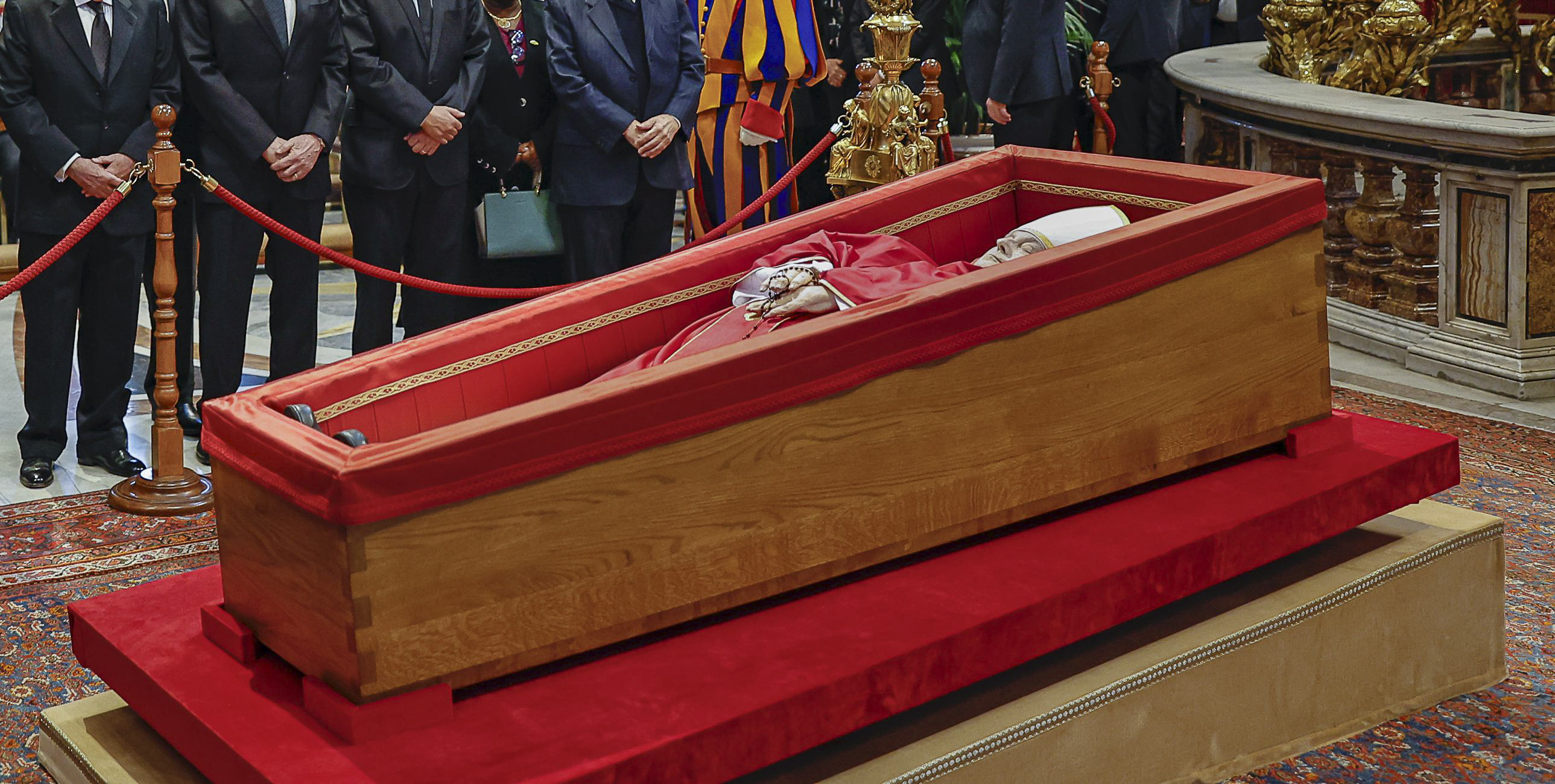
La salma di papa Francesco esposta nella basilica di San Pietro in Vaticano

La morte di papa Francesco avvenne il 21 aprile 2025, giorno del Lunedì dell'Angelo, alle ore 7:35, nel suo appartamento privato alla Domus Sanctae Marthae, in Vaticano. L'annuncio è stato dato alle ore 9:47 del mattino stesso dal cardinale camerlengo Kevin Joseph Farrell. Francesco ha ricoperto la carica di papa dal 13 marzo 2013 fino alla morte, succedendo a papa Benedetto XVI.
Già due mesi prima della scomparsa, il pontefice era stato ricoverato presso il policlinico Gemelli di Roma per una polmonite, restandovi dal 14 febbraio fino alle dimissioni, avvenute il 23 marzo; il suo quadro clinico era già precario da qualche anno.
Papa Francesco è deceduto a causa di un ictus, seguito da un breve coma.

## Antefatti
Eletto il 13 marzo 2013 all'età di 76 anni, papa Francesco aveva iniziato il proprio pontificato in buona salute, nonostante convivesse già con disturbi polmonari cronici, dovuti in parte alla lobectomia polmonare subita all'età di 21 anni. I suoi medici avevano affermato che la rimozione di tessuto non avrebbe avuto ripercussioni significative sulla sua salute, se non la possibile diminuzione della capacità polmonare in caso di infezione respiratoria. Dal 2020 in poi fu frequentemente soggetto ad attacchi di influenza e bronchite in inverno.
All'inizio del 2021, l'avanzare dell'età di papa Francesco fece sorgere voci sulle sue possibili dimissioni, che egli respinse. A partire dal 2022 il Santo Padre iniziò ad accusare dolori alle ginocchia tanto da ricorrere all'uso, anche in pubblico, della sedia a rotelle, e, in altre occasioni, di un deambulatore o di un bastone; tale gonalgia, identificata poi con una gonartrosi e per la quale rifiutò sempre di operarsi, accompagnò il Pontefice fino alla morte. Nel giugno 2022, dopo essersi sottoposto a delle cure al ginocchio, papa Francesco annullò i viaggi programmati nella Repubblica Democratica del Congo e nel Sud Sudan. In un'intervista di quel mese con l'agenzia di stampa britannica Reuters, papa Francesco disse che non aveva considerato l'idea di dimettersi, ma che lo avrebbe fatto se la sua salute gli avesse reso impossibile governare la Chiesa; più volte, infatti, disse pubblicamente che la Chiesa "non si governa con il ginocchio ma con la testa". Durante il suo viaggio nella Repubblica Democratica del Congo nel febbraio 2023, papa Francesco affermò ancora una volta che le dimissioni non erano nei suoi piani.
Nel marzo 2023, papa Francesco venne ricoverato al policlinico Gemelli per un'infezione respiratoria, trattata celermente senza particolari complicazioni. Ritornò in pubblico poco dopo per presiedere le celebrazioni del Triduo pasquale. Nel mese di giugno dello stesso anno, il pontefice fu sottoposto ad un intervento chirurgico addominale per il trattamento di un'ernia.

### La malattia e le ultime settimane
Il 14 febbraio 2025 papa Francesco venne ricoverato al policlinico Gemelli di Roma per una bronchite. La sua degenza ospedaliera fu prolungata a causa di un'infezione polimicrobica delle vie respiratorie e di una polmonite bilaterale. La testata online della Santa Sede Vatican News descrisse le sue condizioni come critiche e riferì che gli venivano somministrate trasfusioni di emocomponenti ed ossigenoterapia ad alti flussi. Il 23 febbraio fu annunciato che Francesco aveva subìto un'insufficienza renale in fase iniziale, anche se le sue condizioni rimanevano "sotto controllo". Il 26 febbraio mostrò un leggero miglioramento, ma due giorni dopo fu colpito da uno spasmo bronchiale con ab ingestis, che rese necessaria la ventilazione meccanica non invasiva; il Vaticano affermò che la sua prognosi rimaneva riservata. Il 3 marzo fu riferito che era stato terminato il ciclo di ventilazione e che il pontefice si stava riprendendo. Il Vaticano diffuse poi la notizia che papa Francesco soffrì di due episodi di insufficienza respiratoria acuta.
Il 19 marzo fu reso noto che papa Francesco non utilizzava più la ventilazione meccanica durante la notte, e i medici affermarono che l'infezione polmonare era sotto controllo, anche se non eliminata. Il papa venne dimesso dall'ospedale il 23 marzo, dopo 38 giorni di degenza, subito dopo aver dato la benedizione alla folla dal suo balcone; la previsione era di almeno due mesi di convalescenza nella sua residenza, la Domus Sanctae Marthae, riducendo al minimo le attività.
In diversi momenti, tuttavia, papa Francesco disattese alla sua convalescenza: domenica 6 aprile, in occasione del Giubileo degli ammalati e del mondo della sanità, apparve in pubblico per la prima volta in piazza San Pietro dopo le dimissioni dall'ospedale. Il 10 aprile incontrò privatamente re Carlo III del Regno Unito e la regina Camilla, in quei giorni in visita in Italia, mentre nel pomeriggio si recò nella basilica di San Pietro, per ammirare gli ultimi ritocchi dei restauri della Cattedra e per pregare sulla tomba di papa Pio X. Sabato 12 aprile sorprese i fedeli in visita nella basilica di Santa Maria Maggiore: qui, per la 126ª e ultima volta dall'inizio del pontificato, si intrattenne in preghiera davanti all'icona della Salus populi romani.
Papa Francesco non presiedette nessuna delle celebrazioni previste per la Settimana santa, ma delegò vari cardinali al suo posto; nonostante ciò, non rinunciò a comparire per brevi momenti davanti al popolo. Il 13 aprile, Domenica delle palme, apparve al termine della celebrazione eucaristica sul sagrato della basilica vaticana, accolto con un lungo applauso dai fedeli. Il 17 aprile, Giovedì santo, pur non potendo celebrare la messa in Coena Domini con il rito della lavanda dei piedi, non volle rinunciare alla visita in una casa circondariale, recandosi tra i detenuti del carcere di Regina Coeli, come fatto sin dalla prima Settimana santa del pontificato, nel 2013, quando si recò nel carcere minorile di Casal del Marmo. Il 18 aprile, Venerdì santo, non presiedette la tradizionale Via Crucis al Colosseo, ma scrisse personalmente le meditazioni. Sabato 19 aprile, vigilia di Pasqua, fece l'ultima sua visita nella basilica di San Pietro.
La Domenica di Pasqua, il 20 aprile, papa Francesco incontrò il vicepresidente degli Stati Uniti J. D. Vance per lo scambio degli auguri pasquali. Quella mattina, il pontefice aveva delegato la celebrazione della messa pasquale al cardinale Angelo Comastri, ma poi volle apparire in pubblico sulla loggia centrale della basilica petrina, dove impartì personalmente la benedizione Urbi et Orbi; subito dopo, a sorpresa, scese in piazza San Pietro per un giro sulla papamobile, per salutare i fedeli presenti. L'ultimo funzionario politico ad incontrare il papa prima della sua morte fu il primo ministro croato Andrej Plenković.
Stando alle fonti vaticane, le ultime parole del papa furono un messaggio di ringraziamento al suo infermiere, Massimiliano Strappetti, per avergli permesso di apparire in piazza. Concluso l'impegno, papa Francesco trascorse il pomeriggio in riposo e infine cenò.

## La morte
Le condizioni di salute di papa Francesco si aggravarono in modo repentino nelle prime ore del mattino del 21 aprile, lunedì dell'Angelo. Alle ore 5:30, come riferito da fonti vaticane, il pontefice fu colto da un malore all'interno del suo appartamento alla Domus Sanctae Marthae e venne immediatamente assistito dal proprio infermiere Massimiliano Strappetti, a cui fece un gesto di addio con la mano.
Il medico curante Sergio Alfieri, informato del malore e giunto alla Domus Sanctae Marthae, non poté fare altro che constatare la criticità dello stato di salute del pontefice, che trovò con gli occhi aperti e anche in grado di respirare autonomamente, ma incapace di rispondere agli stimoli: gli fu diagnosticato un grave ictus, che lo aveva indotto in uno stato di coma.
Visto il quadro clinico in rapido peggioramento, fu definitivamente stabilito di non trasportare il pontefice al policlinico Gemelli, potendo soltanto presagire l'imminenza della fine. Dopo due ore, alle 7:35, papa Francesco morì. Fu il cardinale camerlengo Kevin Joseph Farrell a dare l'annuncio della morte del pontefice, in diretta sui canali di Vatican Media dalla cappella della Domus Sanctae Marthae; poco dopo le campane della basilica di San Pietro suonarono a lutto.
Nella serata fu pubblicata l'ufficiale causa della morte, accertata mediante un'elettrocardiotanatografia effettuata dal professor Andrea Arcangeli, direttore della Direzione di Sanità e Igiene dello Stato della Città del Vaticano; in essa venne reso ufficialmente noto che il decesso era sopraggiunto per «ictus, coma e collasso cardio-circolatorio irreversibile in un soggetto affetto da pregresso episodio di insufficienza respiratoria acuta in polmonite bilaterale multimicrobica, bronchiectasie multiple, ipertensione arteriosa e diabete tipo II».

## Riti funebri

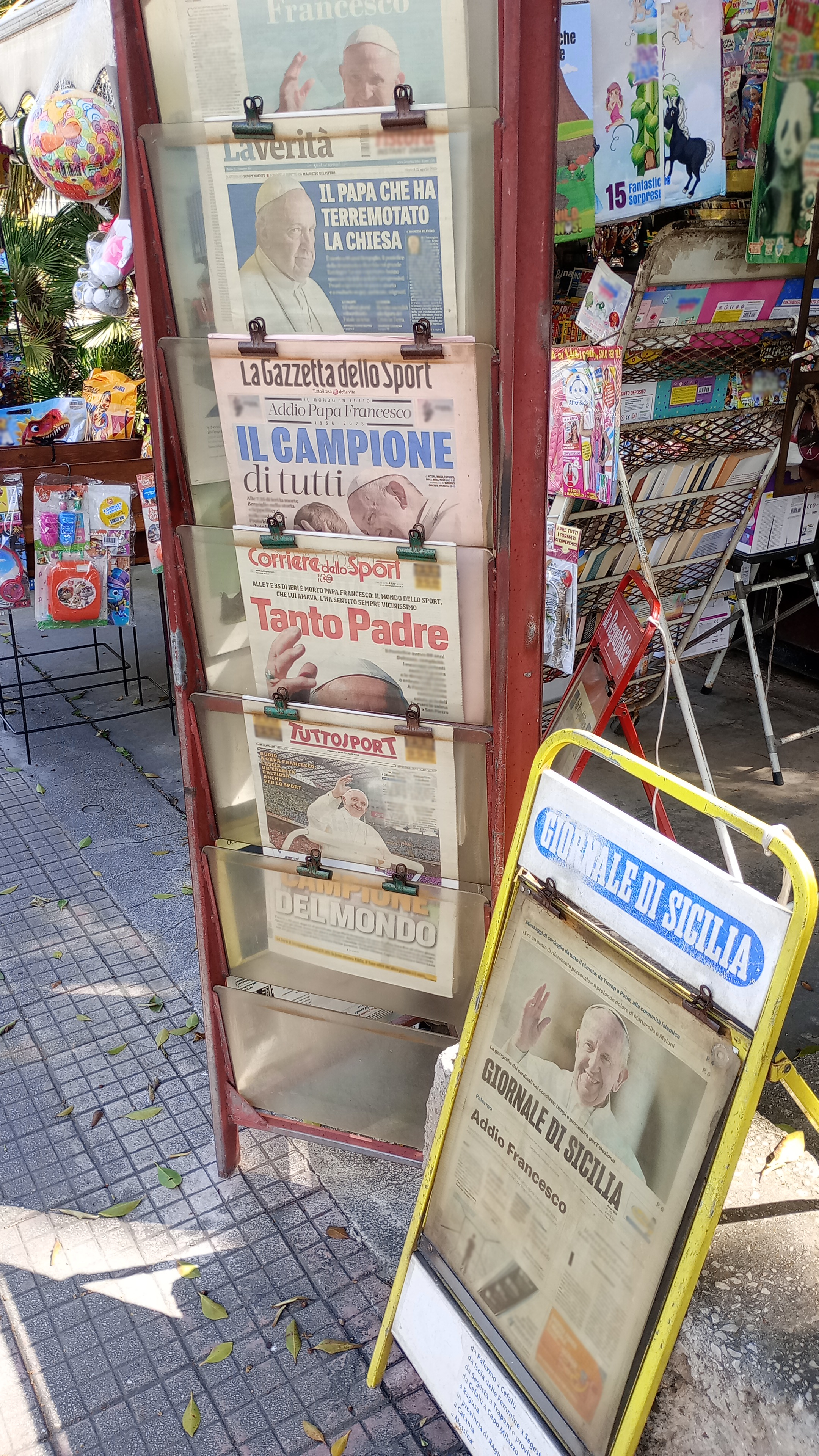
Giornali appesi in un'edicola di Bagheria, in Sicilia, il giorno dopo la morte del pontefice, 22 aprile 2025

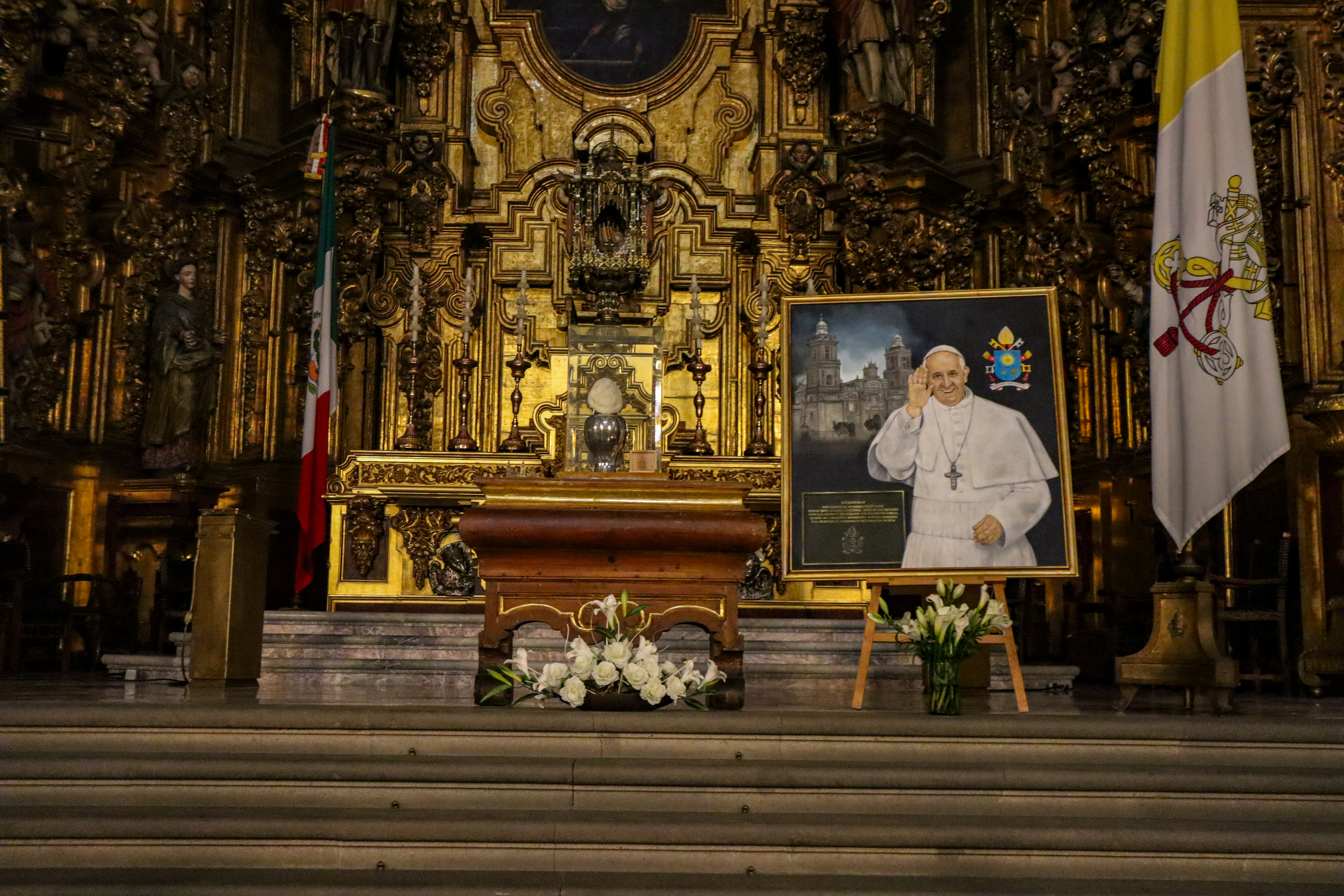
Vetrina che mostra uno zucchetto indossato dal Papa all'Altare dei Re nella Cattedrale Metropolitana di Città del Messico. Lo zucchetto è stato un regalo dopo la sua visita al tempio nel 2016

Dopo la constatazione medica della morte del Papa, la salma venne rivestita con i paramenti pontificali: camice, casula rossa (colore del lutto pontificio), pallio e mitra; nelle mani gli venne posto un rosario, mentre ai piedi gli furono poste le scarpe ortopediche nere che era solito utilizzare. In ottemperanza alle disposizioni del pontefice, il corpo venne immediatamente deposto nella bara, eliminando l'ostensione sul cataletto usata fino a papa Benedetto XVI. Dopo la traslazione nella cappella della Domus Sanctae Marthae, si procedette al rito ecclesiastico della constatazione della morte, alla presenza del cardinale camerlengo e di altri ecclesiastici.

### Il testamento
Alcune ore dopo la morte del pontefice, la Sala stampa della Santa Sede diffuse il suo testamento, datato 29 giugno 2022, in cui Francesco chiariva definitivamente che il luogo della sua sepoltura sarebbe stato la basilica di Santa Maria Maggiore, più precisamente nella navata laterale di sinistra, tra la cappella Paolina (cappella della Salus populi romani) e la cappella Sforza. Da sue disposizioni, il sepolcro sarebbe stato nella terra, semplice, senza particolare decoro e con la sola iscrizione Franciscus.

### Lutto nazionale
Diversi paesi hanno dichiarato un periodo di lutto nazionale in seguito alla morte del pontefice:
| Stato                | Numero di giorni di lutto | Periodo              | Fonti  |
| -------------------- | ------------------------- | -------------------- | ------ |
| Città del Vaticano   | 9                         | 26 aprile - 4 maggio | [ 58 ] |
| Argentina            | 7                         | 22-28 aprile         | [ 59 ] |
| Brasile              | 7                         | 22-28 aprile         | [ 60 ] |
| Timor Est            | 7                         | 22-28 aprile         | [ 61 ] |
| Porto Rico           | 6                         | 21-26 aprile         | [ 62 ] |
| Italia               | 5                         | 22-26 aprile         | [ 63 ] |
| Paraguay             | 5                         | 22-26 aprile         | [ 64 ] |
| São Tomé e Príncipe  | 5                         | 22-26 aprile         |        |
| Costa Rica           | 4                         | 21-24 aprile         | [ 65 ] |
| Filippine            | 4                         | 23-26 aprile         | [ 66 ] |
| Seychelles           | 4                         | 22-24 e 26 aprile    |        |
| Cile                 | 3                         | 22-24 aprile         |        |
| Cuba                 | 3                         | 22-24 aprile         |        |
| Ecuador              | 3                         | 22-24 aprile         |        |
| Giordania            | 3                         | 22-24 aprile         |        |
| Guatemala            | 3                         | 22-24 aprile         |        |
| Libano               | 3                         | 22-24 aprile         |        |
| Panama               | 3                         | 22-24 aprile         |        |
| Perù                 | 3                         | 22-24 aprile         |        |
| Rep. Dominicana      | 3                         | 22-24 aprile         |        |
| Spagna               | 3                         | 22-24 aprile         |        |
| Venezuela            | 3                         | 22-24 aprile         |        |
| India                | 3                         | 22-23 e 26 aprile    | [ 67 ] |
| Guinea Equatoriale   | 3                         | 23-25 aprile         |        |
| Palestina            | 3                         | 23-25 aprile         |        |
| Thailandia           | 3                         | 23-25 aprile         |        |
| Bangladesh           | 3                         | 24-26 aprile         |        |
| Belize               | 3                         | 24-26 aprile         |        |
| Monaco               | 3                         | 24-26 aprile         |        |
| Mozambico            | 3                         | 24-26 aprile         |        |
| Portogallo           | 3                         | 24-26 aprile         |        |
| Malta                | 2                         | 22 e 26 aprile       | [ 68 ] |
| Capo Verde           | 2                         | 22-23 aprile         | [ 69 ] |
| Sudan del Sud        | 1                         | 25 aprile            |        |
| Albania              | 1                         | 26 aprile            | [ 70 ] |
| Bosnia ed Erzegovina | 1                         | 26 aprile            |        |
| Croazia              | 1                         | 26 aprile            |        |
| Lituania             | 1                         | 26 aprile            |        |
| Polonia              | 1                         | 26 aprile            | [ 71 ] |
| Rep. Centrafricana   | 1                         | 26 aprile            | [ 72 ] |
| Romania              | 1                         | 26 aprile            |        |
| Slovacchia           | 1                         | 26 aprile            |        |
| Slovenia             | 1                         | 26 aprile            |        |
| Sri Lanka            | 1                         | 26 aprile            |        |
| Ungheria             | 1                         | 26 aprile            |        |
| Uruguay              | 1                         | 26 aprile            |        |
| Zambia               | 1                         | 26 aprile            |        |

Altri paesi, come il Regno Unito e gli Stati Uniti d'America, non hanno dichiarato lutto nazionale, ma hanno posto le proprie bandiere nazionali a mezz'asta.

### Esposizione della salma
Il corpo del papa fu esposto nella cappella della Domus Sanctae Marthae, con indosso la casula rossa, il pallio e la mitra bianca, già nella bara, come lo stesso pontefice aveva richiesto. La salma ricevette la visita del presidente della Repubblica Italiana, Sergio Mattarella, che su indicazione del governo indisse cinque giorni di lutto nazionale. Il 23 aprile la salma fu trasferita nella basilica di San Pietro per permettere ai fedeli di poter rendere omaggio al corpo del defunto pontefice. Alle ore 20:00 del 25 aprile ebbe luogo la cerimonia di chiusura della bara, presieduta dal cardinale camerlengo Kevin Joseph Farrell, durante la quale venne data lettura del rogito che sintetizza il ministero del papa, il quale è stato poi posto nella bara insieme alle monete coniate lungo il pontificato; al termine della procedura, alle ore 21:00, e nella notte successiva, il feretro è stato vegliato dal capitolo della basilica di San Pietro. Si stima che, dalla traslazione della salma nella basilica vaticana fino alla chiusura della bara, abbiano reso omaggio al feretro di papa Francesco circa 250 000 persone.

### Funerale
Francesco apportò alcune modifiche all'Ordo Exsequiarum Romani Pontificis, il libro liturgico che descrive in dettaglio i riti esequiali pontifici. In particolare, pur confermando l'uso della bara in legno non modanato già in uso per i suoi immediati predecessori, eliminò la deposizione nella tripla cassa (cipresso, piombo e legno pregiato), stabilendo d'essere tumulato nella singola cassa usata per i riti funebri.
La mattina del 26 aprile, in piazza San Pietro, vennero officiati i funerali del pontefice, celebrati dal decano del collegio cardinalizio Giovanni Battista Re: presenti 220 cardinali e 750 vescovi, autorità religiose e civili di varie parti del mondo. Erano 250 000 i presenti in piazza San Pietro. Al termine del funerale, il corteo funebre ha attraversato alcune vie di Roma, dove erano in attesa del passaggio circa 150 000 persone, per raggiungere la basilica di Santa Maria Maggiore, dove la bara fu deposta nel sepolcro, alla presenza del cardinale camerlengo Kevin Joseph Farrell.

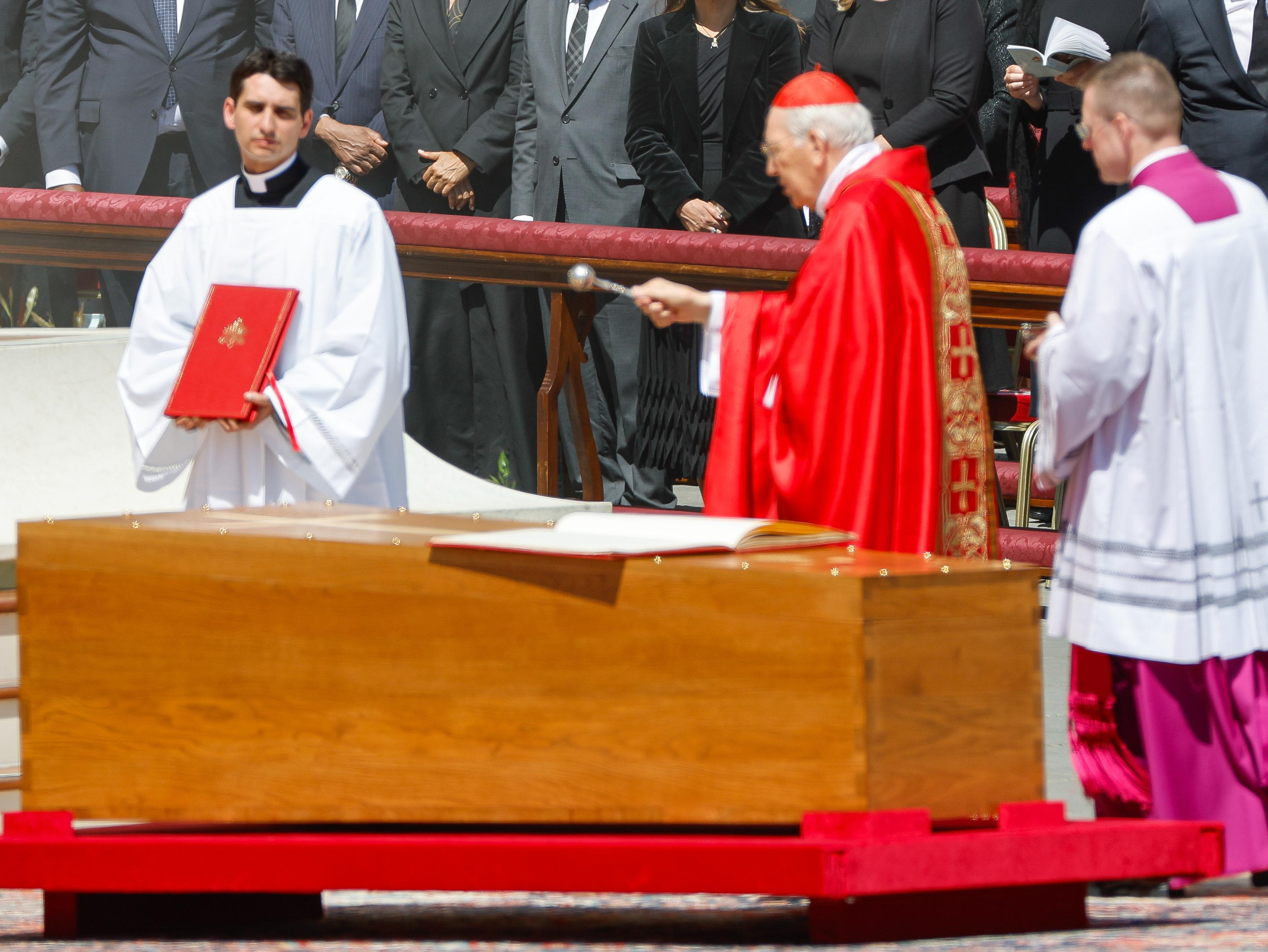
Il cardinale decano Giovanni Battista Re celebra il funerale
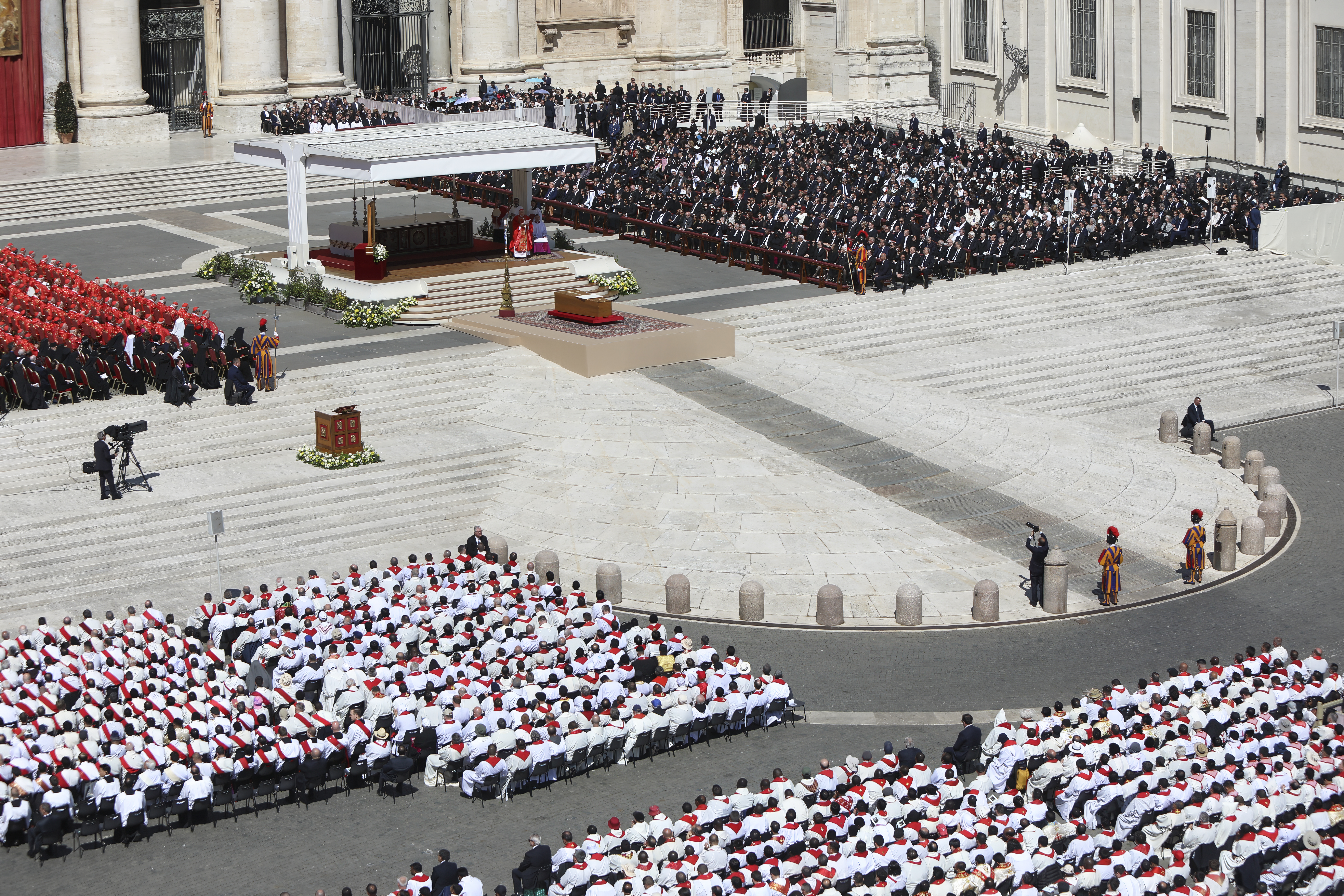
Il sagrato di piazza San Pietro durante la messa esequiale
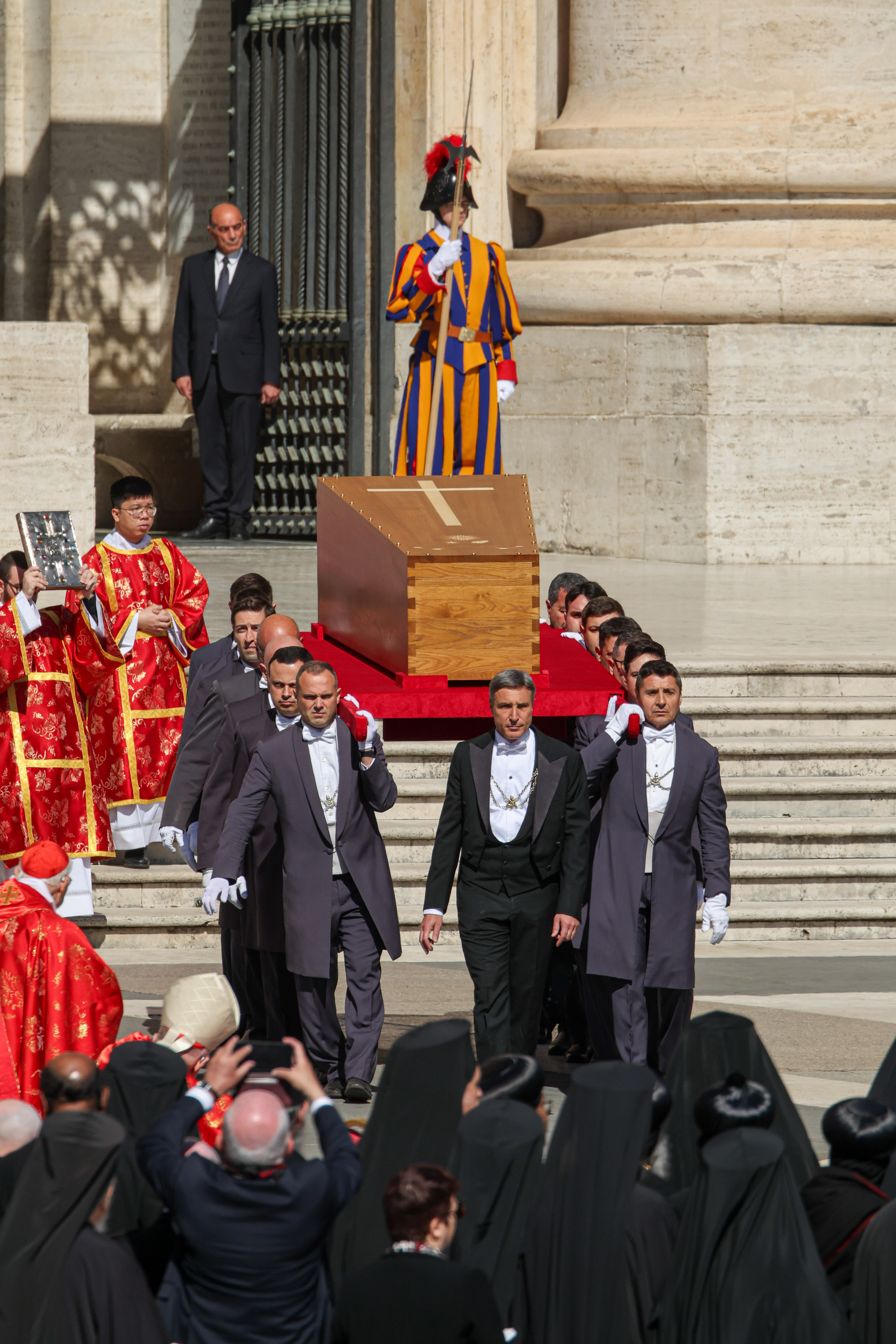
Il feretro del papa portato a spalla dai sediari pontifici
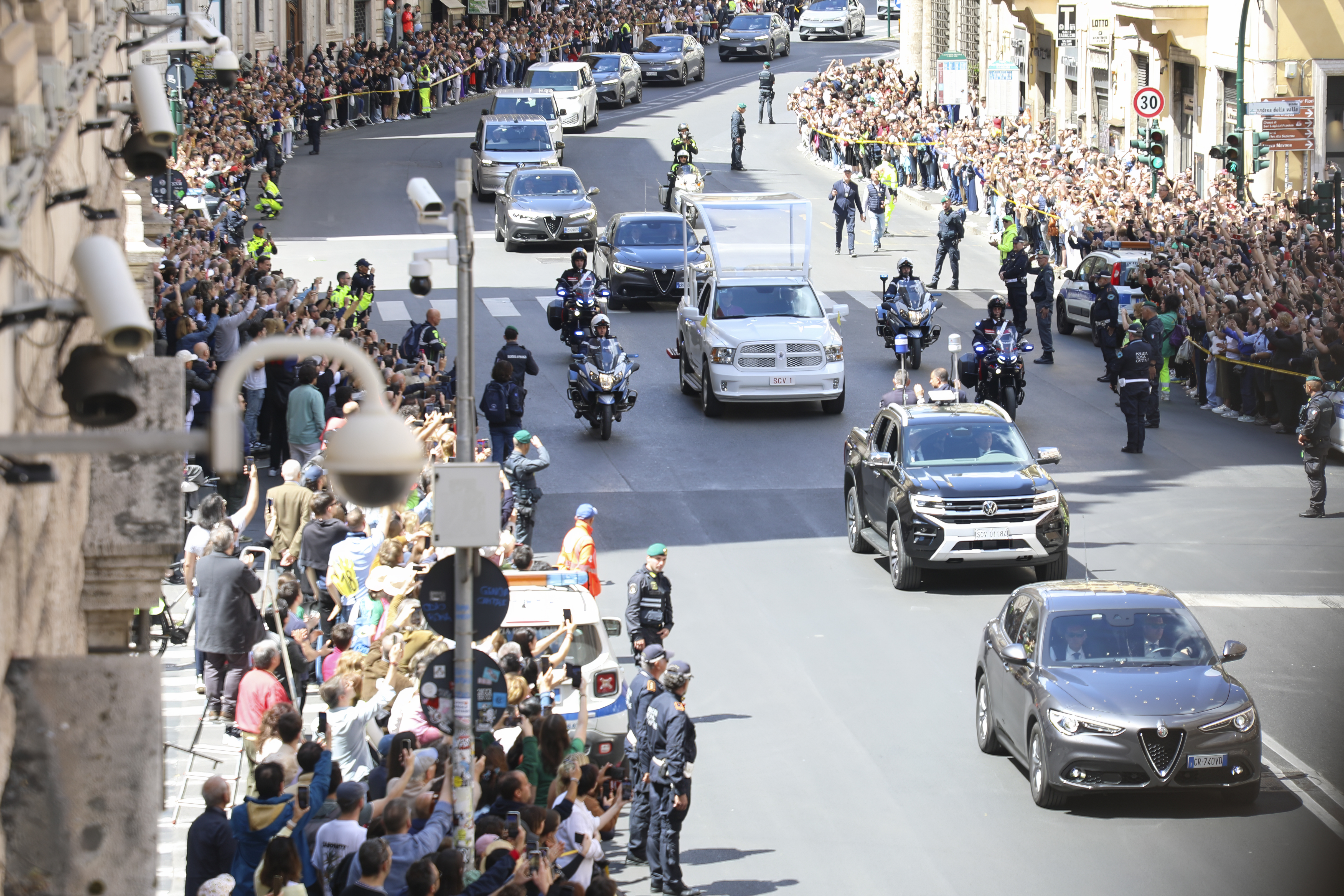
Il corteo attraversa le vie di Roma
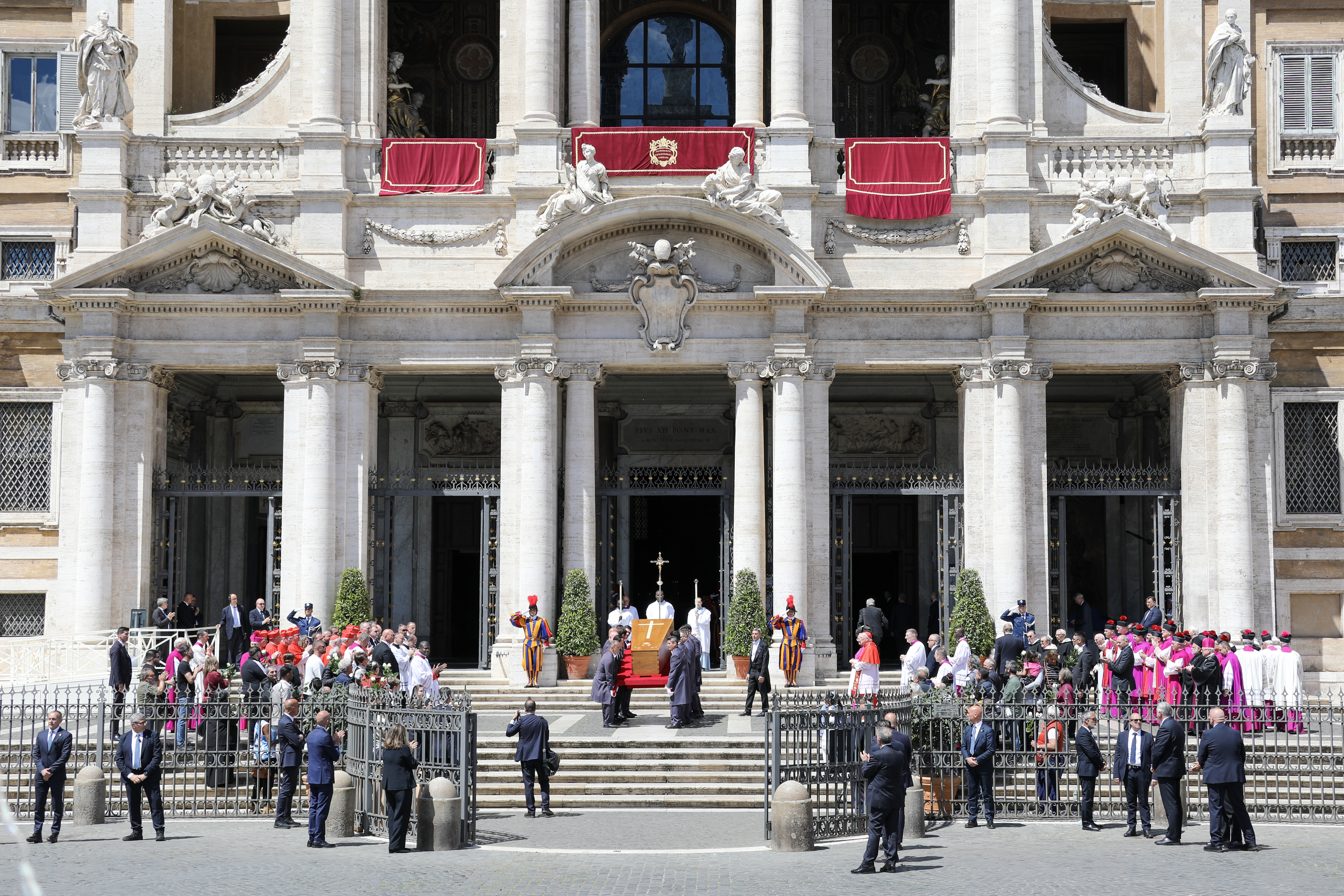
Il feretro giunto alla basilica di Santa Maria Maggiore

### Sepoltura
Papa Francesco è l'ottavo pontefice a essere sepolto nella basilica di Santa Maria Maggiore: prima di lui vi sono stati sepolti Onorio III, Niccolò IV, Pio V, Sisto V, Paolo V, Clemente VIII e Clemente IX. Francesco è inoltre il primo papa, dal 1903, ad essere sepolto fuori dal territorio della Città del Vaticano dopo Leone XIII, sepolto nella basilica di San Giovanni in Laterano.
La lapide è in marmo di provenienza ligure e riporta il solo nome FRANCISCVS. Sul muro retrostante è affissa una riproduzione della "croce del buon pastore", che il pontefice era solito portare al collo.

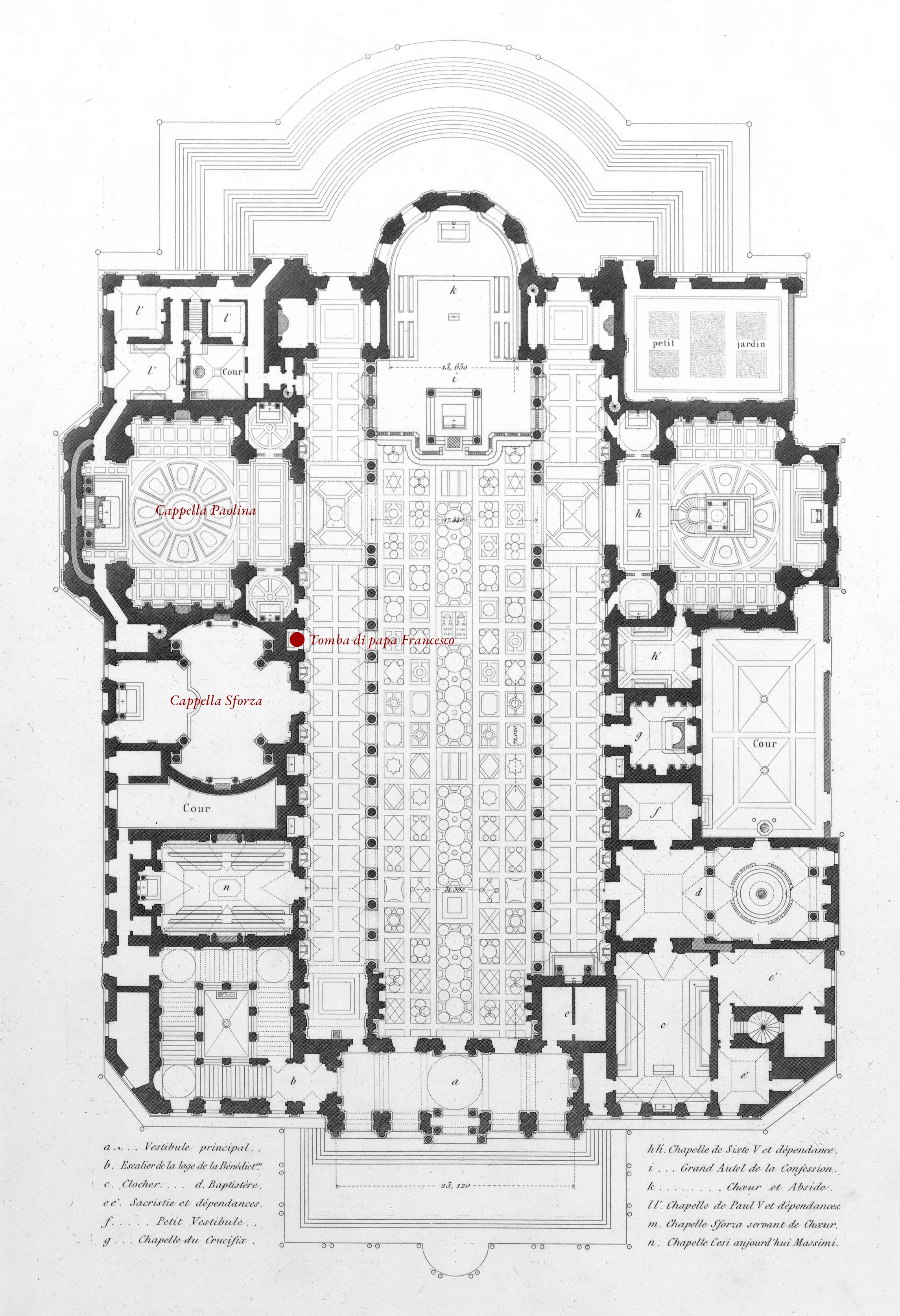
Posizione della tomba
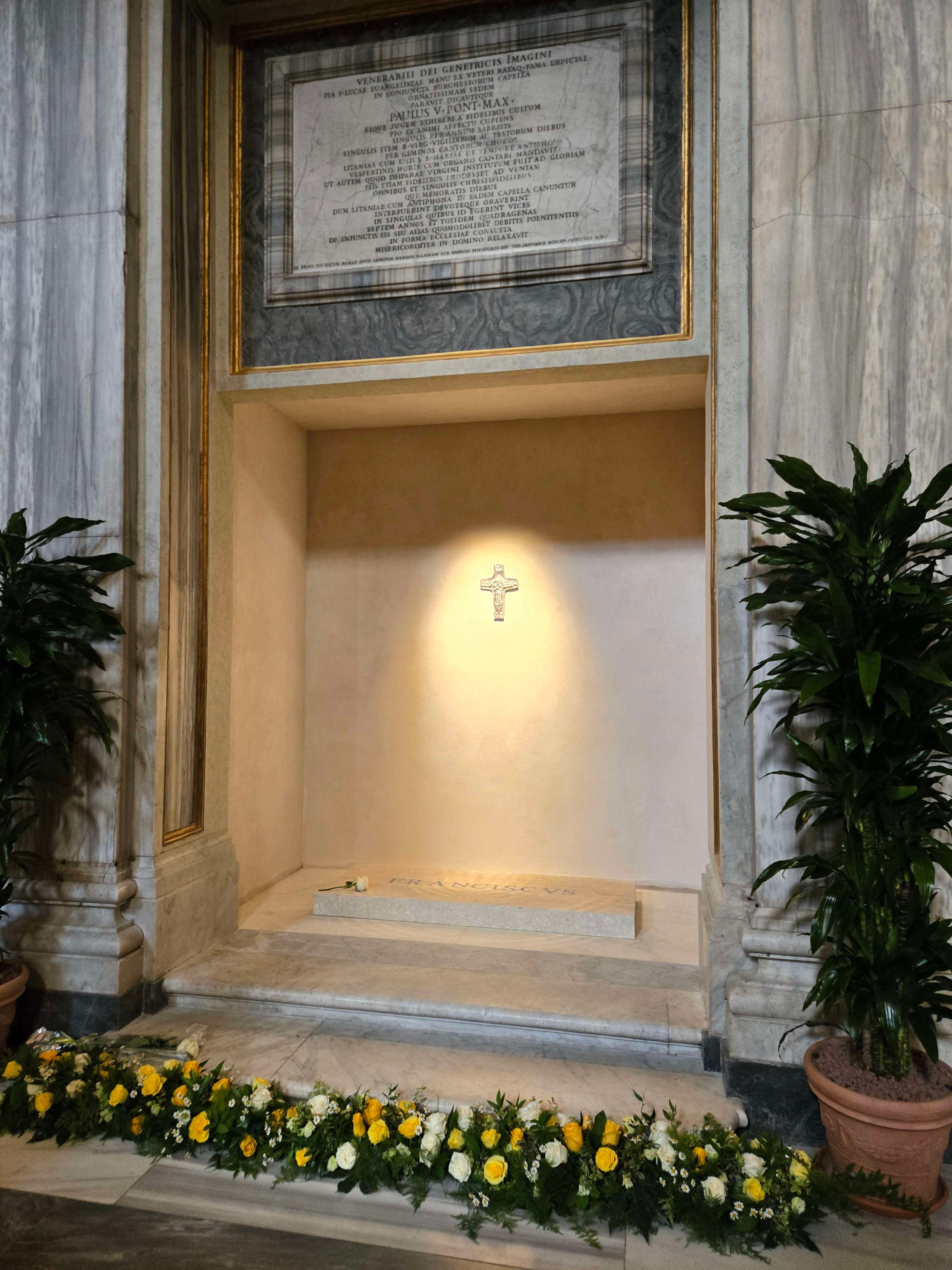
La tomba
Lapide della tomba